# Zalessié
La Zalessié (russe : Залесье, [zɐˈlʲesʲjə], « au-delà des forêts ») est une province historique de la Russie comprenant le nord et l’ouest de l’oblast de Vladimir, le nord-est de l’oblast de Moscou et le sud de l’oblast de Iaroslavl. Cœur de la principauté de Vladimir-Souzdal, elle joua un rôle clé dans le développement du futur État russe.
L’ancien nom de la ville de Vladimir, Vladimir-Zalesski (en russe : Владимир-Залесский) permettait de distinguer cette capitale de Vladimir de Volhynie. Il en est de même pour Pereslavl-Zalesski.